# ピンズ
ピンズ（英: lapel pin）とは、金属プレート裏面に針を垂直に立てたバッジの一種。ピンバッジとも呼ばれる。針を衣服等の布地に貫通させて、バタフライクラッチ（Butterfly clutch）と呼ばれる留め具で固定する。記念品、ノベルティ、お土産、アウェアネス・リボンとして作られ、或はサークルや個人で制作する例も見られる。略綬や資格・身分証明などとして使われることもある。
製造方法は、本七宝+スタンププレス、擬似七宝+スタンププレス、ソフトエナメル+スタンププレス、ソフトエナメル+エッチング、レーザープリント、オフセットプリント等がある。金属製のものは大きく作ると重みが出てしまい、衣服等の布地を歪ませてしまう為、厚みは薄く、小さいサイズで製造される。
世界中にコレクターがいる。ウィキメディアが運営するWIKIPEDIA STOREでも、オリジナルピンズを通信販売している。

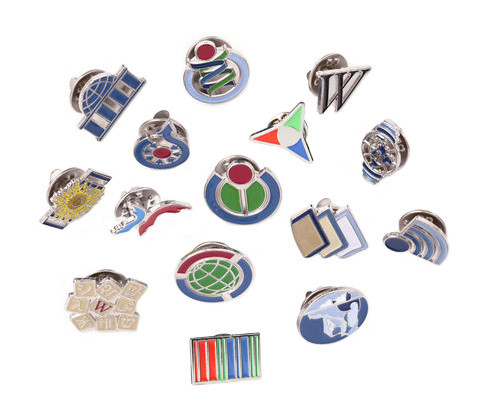
Wikipediaプロジェクトピンズ
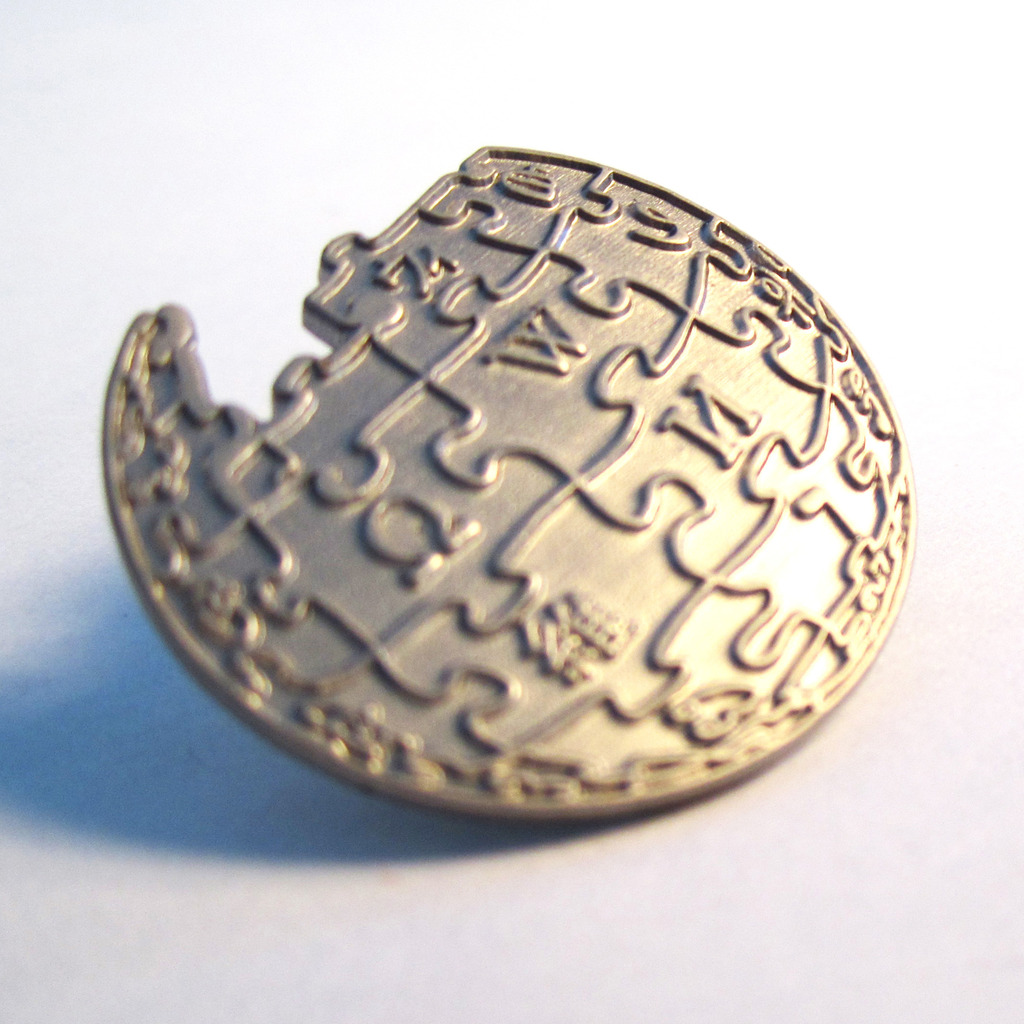
Wikipediaピンズ